# Æthelmund
Æthelmund, un noble anglosajón, fue Ealdorman de Hwicce a finales del siglo VIII y principios del siglo IX. Fue asesinado en el 802 en la batalla de Kempsford por Ealdorman Weohstan y las levas de West Saxon Wiltshire.
Los predecesores de Æthelmund habían sido reyes, pero él era un súbdito del rey de Mercia. Sin embargo, en una fuente, Chronicon Vilodunense o Crónica de la Abadía de Wilton, del siglo XIV, se le conoce como "Rey de la Marcha". De ahí que también haya asumido el título de subregulo como sus predecesores.

## Familia
Æthelmund era el hijo de Ingeld, un Ealdorman del reinado de Æthelbald de Mercia. Se cree que Æthelmund se casó con Ceolburh (m. 807), a quien Juan de Worcester registra como abadesa de Berkeley, Gloucestershire. Tuvieron al menos un hijo llamado Ethelric.

## Evidencia en cartas
Æthelmund está atestiguado en varias cartas de Mercian y Hwiccian a finales del siglo IX, y se cree que todas hacen referencia a la misma persona.
En 770, Uhtred de Hwicce emitió una carta a su thegn Æthelmund. Más tarde, entre 793 y 796 Earldorman Æthelmund fue testigo de una carta de Offa, rey de Mercia. En 796 Ecgfrith, rey de Mercia e hijo de Offa, concedió tierras a Æthelmund, ahora llamado princeps.
Parece que fue sucedido como Ealdorman de los Hwicce por su hijo Æthelric, quien emitió una carta en 804, en la que le dio tierras a su madre, Ceolburh, presumiblemente la viuda de Æthelmund.

## Batalla de Kempsford y su muerte
La guerra parece haber sido agravada por la muerte de Beorhtric de Wessex en 802.
Æthelmund cabalgó hacia el sur el mismo día que Egberto subió al trono, cruzando el río en Cymeresford, pero se encontró con Weohstan, Ealdorman de Wiltshire, con una multitud de cientos. En la siguiente batalla, ambos líderes murieron, pero la victoria recayó en los hombres de Wiltshire. En 1670, se excavaron varias puntas de lanza y trozos de hierro en un campo conocido como "el campo de batalla" cerca de Kempsford, lo que ha llevado a especular que este era el lugar de la batalla.
Después de su muerte, Æthelmund fue llevado a la abadía de Deerhurst cerca de Tewkesbury para su entierro.